# Varvara Yákovleva

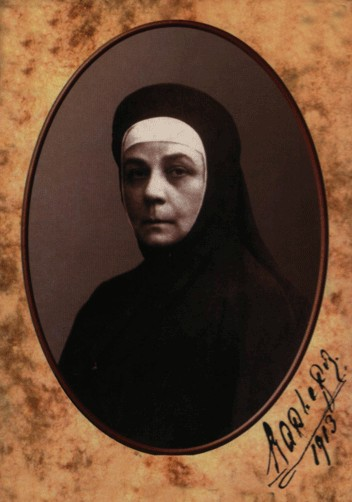
Varvara Yákovleva.

Varvara Yákovleva (en ruso: Яковлева Варвара; c. 1880-Alapáyevsk, 18 de julio de 1918) fue una monja ortodoxa rusa del convento de la gran duquesa Isabel Fiódorovna. Fue asesinada por los bolcheviques junto a la gran duquesa y los príncipes rusos Iván Konstantínovich, Constantino Konstantínovich, Ígor Konstantínovich, el gran duque Sergio Mijáilovich, Fiódor Rémez, secretario del gran duque, y el príncipe Vladímir Pávlovich Paléi en Alapáyevsk. Posteriormente fue canonizada como mártir tanto por la Iglesia ortodoxa rusa fuera de Rusia, como por la Iglesia ortodoxa rusa.

## Vida
Varvara Yákovleva, de pequeña estatura y profundamente piadosa, fue criada de la gran duquesa Isabel antes de tomar el velo. Su apodo era Varia. El 15 de abril de 1910, tomó los votos como monja ortodoxa rusa, la gran duquesa y otras mujeres también tomaron los votos en esa fecha. Como hermanas del Convento de Santa Marta y Santa María de Moscú, convento de la gran duquesa Isabel, las mujeres eran bien conocidas en todo Moscú por realizar actos de caridad. Llevaban alimentos a los hogares de los pobres, crearon un hogar para mujeres que sufrían de tuberculosis, establecieron un hospital para atender a los enfermos y establecieron casas para los discapacitados físicos, las mujeres embarazadas y los ancianos. También establecieron un orfanato. Sus esfuerzos caritativos se extendieron más tarde a otras ciudades de Rusia.

## Exilio y muerte
Varavara Yákovleva acompañó voluntariamente a la gran duquesa Isabel cuando fue arrestada y enviada al exilio después de la Revolución Rusa de 1917. El grupo fue confinado en Ekaterimburgo y más tarde en Alapáyevsk. En la tarde del 18 de julio de 1918, fueron llevados al bosque en los alrededores de Alapáyevsk a punta de pistola, golpeados en la parte posterior de la cabeza y arrojados uno por uno en el pozo de una mina. Todos, excepto el gran duque Sergio Mijáilovich, que había recibido un disparo en la cabeza, sobrevivieron a la caída. Se les oía cantar himnos y salmos desde el fondo del pozo. Uno a uno fueron perdiendo el conocimiento y finalmente murieron.
Varvara Yákovleva fue canonizada como mártir por la Iglesia ortodoxa rusa en el extranjero como una víctima de la opresión soviética, junto con los demás miembros del grupo. Fue más tarde también canonizada como mártir por la Iglesia ortodoxa rusa. Sus restos, recuperados en octubre de 1918 por el ejército de Aleksandr Kolchak, están enterrados junto con los de la gran duquesa Isabel Fiódorovna Románova en la Iglesia de Santa María Magdalena en Jerusalén.